# Peter Vieli
Peter Vieli (* 17. März 1890 in Chur; † 11. Mai 1972 in Châteauneuf-Grasse) war ein Schweizer Jurist, Bankier und Diplomat.

## Leben und Wirken
Peter Vieli war der Sohn des Kaufmanns Peter Vieli und der Elisabeth Vieli-Gissinger. Die Hochschulreife erlangte er an der Bündner Kantonsschule in Chur. Anschliessend studierte er Rechtswissenschaft in Freiburg, in München und in Bern. In Bern promovierte er 1916. Danach arbeitete er in der Anwaltskanzlei von Georg Willi-Condrau in Chur und in der Genfer Sparkasse Comptoir d'escompte.

### Diplomatie – Volkswirtschaft – Politik
- 1918 erhielt er eine Anstellung im Eidgenössischen Politischen Departement. Von 1924 bis 1931 war er erster Sekretär der Schweizer Gesandtschaft in Rom.
- 1931 wechselte er in die Handelsabteilung des Volkswirtschaftsdepartements. Dort lag sein Hauptarbeitsgebiet im Bereich der «Clearingabkommen», d. h. bei den in Staatsverträgen geregelten Vorschriften im Zahlungsverkehr, die in den Vorkriegs- und Kriegsjahren zwischen den Achsenmächten und der Schweiz vereinbart wurden und die so die gegenseitigen Wirtschaftsbeziehungen regelten.[2]
- 1940 zählte er zu den Unterzeichnern der «Eingabe der Zweihundert», einem Schreiben von 173 germanophilen, rechtsbürgerlichen Personen, die aus Rücksicht auf Erwartungen des nationalsozialistischen Deutschlands die Ausschaltung der Chefredaktoren führender bürgerlicher Schweizer Zeitungen NZZ, Basler Nachrichten und Der Bund, sowie die Ausweisung des Völkerbundes aus der Schweiz forderten.
- 1941 war er Kassier des «Komitees für Hilfsaktionen unter dem Patronat des Schweizerischen Roten Kreuzes».[3]
- 1942 wurde er Schweizer Gesandter in Rom als Nachfolger des im faschistischen Italien zur persona non grata erklärten Paul Ruegger. Im September 1943 wurde er nach Bern zurückgerufen.
- In dem 1943 von den Führern der Grossbanken und Industrieunternehmen gegründeten «Schweizerischen Komitee für die wirtschaftliche Beteiligung am europäischen Wiederaufbau», dem sogenannten «Komitee Niesz» war Peter Vieli für den Bereich der Finanzen verantwortlich. Nach 1945 hatte er in verschiedenen Wirtschaftsverbänden wichtige Funktionen inne und trug zur Normalisierung der Finanzbeziehungen mit Deutschland bei.

### Credit Suisse – Schweizerische Bankiervereinigung
- Im Von 1937 bis 1942 und von 1944 bis 1952 war Peter Vieli Generaldirektor der Schweizerischen Kreditanstalt (SKA). Von 1952 bis 1956 gehörte er dem Verwaltungsrat dieser Bank an.
- Von 1939 bis 1952 gehörte er dem Vorstand der Schweizerischen Bankiervereinigung an, von 1939 bis 1942 als Mitglied des Vorstands, von 1944 bis 1952 als Vize-Präsident des Vorstands.